# Spirometra erinaceieuropaei
Espèce
Synonymes
- Diphyllobothrium erinaceieuropaei (Rudolphi, 1819)[1]
- Spirometra erinacei (Rudolphi, 1819) (préféré par BioLib)[1]
- Spirometra erinaceieuropaei (Rudolphi, 1819)[1]

Spirometra erinaceieuropaei est une espèce de plathelminthes de la famille des Diphyllobothriidae et qui infeste les animaux domestiques (canidés, félins) et les humains.

## Cycle parasitaire
Ce ver a un cycle inhabituel :
1. l'adulte, hermaphrodite, est hébergé dans l’intestin grêle des chats, des chiens et divers autres carnivore (régime alimentaire) où il peut atteindre la taille de 1,5 mètre et où il pond des œufs qui sont éliminés avec les selles de l'animal ;
2. si ces œufs arrivent dans de l'eau douce, à maturité, ils éclosent et une larve ciliée appelée coracidium en émerge. Si elle est ingérée par des petits crustacés d'eau douce comme le cyclops elle se transformera dans leur organisme en une larve allongée appelée larve procercoïde qui n'est pas pathogène ;
3. si le crustacé est consommé par un prédateur (poisson, grenouille…), la larve y continuera son évolution et s'y transformera en larve plérocercoïde qui peut être pathogène.

Si le second hôte devient proie à son tour, la larve parasitera ce nouveau prédateur : oiseau, serpent, rat, etc. Lorsque la larve arrivera enfin au sommet du réseau trophique chez un carnivore comme le chat ou le chien, elle pourra se développer jusqu'à sa forme adulte et redevenir le ver qui colonisera l'intestin du carnivore et pondra à nouveau des œufs qui seront relâchés dans la nature.
Spirometra erinacei europaei est l'espèce d'helminthes la plus commune du Vison d'Europe (Mustela lutreola). Lors d'une étude réalisée en Biélorussie, les larves de Spirometra erinaceieuropaei étaient présentes dans plus de 70 % des visons auscultés. Entre un et quelques douzaines de vers peuvent infecter un unique hôte. Son incidence varie selon la saison, l'automne étant plus propice à une infestation et le printemps la saison la plus défavorable à cet helminthe. La présence de Spirometra erinaceieuropaei est liée à la sparganose, une maladie ayant déjà décimé des populations capturées pour des réintroductions.

## Risques pour l'homme
L'homme peut être contaminé :
- par contact avec des animaux porteurs (ex. : dans le sud-est asiatique, la médecine traditionnelle traite les conjonctivites en appliquant une peau de grenouille sur l'œil malade) ;
- par la consommation de viande mal cuite : grenouilles, etc.

### Symptômes
- conjonctivite
- éléphantiasis faisant suite à  l'obstruction des canaux lymphatiques.
- migraines, pertes de mémoire et perte partielle du goût (lorsque le parasite se loge dans le cerveau humain)[3].

Chez l'homme, la larve ne peut pas arriver à sa forme adulte (impasse parasitaire) et va donc s'enkyster.

## Génomique
Le génome du Spirometra erinaceieuropaei a été séquencé en 2014.